# Egon Adler (Maler)
Egon Adler (geboren 1892 in Karlsbad Österreich-Ungarn; gestorben 22. Februar 1963 in New York City) war ein österreichisch-tschechisch-US-amerikanischer Maler und Graphiker.

## Leben
Adler studierte in Berlin, München und Weimar. Er war in Karlsbad und Prag tätig und verkehrte im Prager Künstlercafé Arco, in dem er mit Alfred Kubin den Stammtisch teilte. Im Jahr 1913 stellte er beim Ersten Deutschen Herbstsalon in Berlin als „Egon Adler, München“ die Bilder Anbetung des Kindes und Christus am Ölberg aus, Herwarth Walden hatte ihn schon 1912 in der neunten Ausstellung der Galerie „Der Sturm“ zusammen mit Arthur Segal und Paul Gauguin gezeigt. Er stand im selben Jahr auch mit Else Lasker-Schüler in brieflicher Verbindung, die ihm in einem kleinen Essay ein treffendes Porträt gab:

„... Er ist so ganz Eigen, ganz Sich, und sein Herz in einem Rahmen. Aber in seinem Herzen liegt sein jungverstorbener Bruder begraben, und innige Gestalt schafft des Malers Hand, wenn der Engel seiner Erinnerung aufersteht. Zwischen den Farben liegt er dann plötzlich - Stern zwischen Zinnober und Marin auf der Palette für die großen Pinsel. Alle Bilder Egon Adlers sind Spiele, sind süß, haben großgeöffnete Augen, sind ganz Gottes Vaterhand und rufen...“

Er war inspiriert von und im Austausch mit den Münchner Expressionisten Franz Marc, August Macke, and Alexej von Jawlensky. In Wien kam er in Kontakt mit Oskar Kokoschka. In der Zeit der Weimarer Republik arbeitete Adler in Berlin in einer eigenen Werbefirma. Er beteiligte sich zudem an Ausstellungen der Prager Secession. Nach der Machtübergabe an die Nationalsozialisten 1933 ging er zurück in die Tschechoslowakei. 1938 floh er in die Schweiz und emigrierte von dort weiter in die USA.
In den 1950er Jahren beteiligte sich Adler in New York City an der Entwicklung des abstrakten Expressionismus. Das Goethe-Haus in New York zeigte in einer Einzelausstellung vom 7. Januar bis 15. Februar 1964 postum Bilder von ihm.
Die nationalsozialistische Zerstörung der mitteleuropäischen Kultur führte dazu, dass noch in den 1990er Jahren für Josef Kroutvor jede Spur von Egon Adler fehlte: „einem Prager Expressionisten, den die Erde verschlungen zu haben scheint“.